# Sprendlingen
Sprendlingen település Németországban, Rajna-vidék-Pfalz tartományban. Lakosainak száma 4313 fő (2023. december 31.).

## Népesség
A település népességének változása:
| Lakosok száma | 3370 | 4212 | 4200 | 4220 | 4337 | 4313 |
|               | 1975 | 2017 | 2019 | 2021 | 2022 | 2023 |